# Kolkonrivier
Kolkonrivier (Zweeds - Fins: Kolkonjoki) is een rivier die stroomt in de Zweedse gemeente Pajala. De rivier verzorgt de afwatering van de in de buurt van de Kolkonberg liggende Vasikkameren, een meer dat gezien kan worden als een aantal verbredingen in de rivier. De rivier stroomt permanent naar het zuidoosten. Ze is circa 20 kilometer lang.
Afwatering: Kolkonrivier → Kaunisrivier → Muonio → Torne → Botnische Golf